# 35. ceremonia wręczenia Independent Spirit Awards
35. ceremonia wręczenia niezależnych nagród Independent Spirit Awards za rok 2019, odbyła się 8 lutego 2020 roku na plaży w Santa Monica.
Nominacje do nagród ogłoszone zostały 21 listopada 2019 roku, przez parę aktorek Zazie Beetz oraz Natashę Lyonne.
Galę wręczenia nagród poprowadziła ponownie Aubrey Plaza.

## Laureaci i nominowani
Laureaci nagród wyróżnieni są wytłuszczeniem

### Najlepszy film niezależny
- Daniele Melia, Peter Saraf, Marc Turteltaub, Andrew Miano, Deepak Sikka, Christine Vachon, David Hinojosa i Frank Murray – Kłamstewko
  - Elisabeth Bentley, Dario Bergesio, Grant Hill i Josh Jeter – Ukryte życie
  - Bronwyn Cornelius, Julian Cautherley, Peter Wong, Timur Bekbosunov i Alfre Woodard – Clemency
  - David Heyman i Noah Baumbach – Historia małżeńska
  - Scott Rudin, Eli Bush i Sebastian Bear-McClard – Nieoszlifowane diamenty

### Najlepszy film zagraniczny
- Parasite
  -  Niewidoczne życie sióstr Gusmão
  -  Nędznicy
  -  Portret kobiety w ogniu
  -  Mój ojciec
  -  Pamiątka

### Najlepszy reżyser
- Benny i Joshua Safdie – Nieoszlifowane diamenty
  - Robert Eggers – Lighthouse
  - Alma Har'el – Słodziak
  - Julius Onah – Luce
  - Lorene Scafaria – Ślicznotki

### Najlepszy scenariusz
- Noah Baumbach – Historia małżeńska
  - Jason Begue i Shawn Snyder – W proch się obrócisz
  - Ronald Bronstein, Benny i Joshua Safdie – Nieoszlifowane diamenty
  - Chinonye Chukwu – Clemency
  - Tarell Alvin McCraney – Wysokie loty

### Najlepsza główna rola żeńska
- Renée Zellweger – Judy jako Judy Garland
  - Karen Allen – Colewell jako Nora
  - Hong Chau – Driveways jako Kathy
  - Elisabeth Moss – Her Smell jako Becky Something
  - Mary Kay Place – Diane jako Diane
  - Alfre Woodard – Clemency jako Bernadine Williams

### Najlepsza główna rola męska
- Adam Sandler – Nieoszlifowane diamenty jako Howard Ratner
  - Chris Galust – Wolności! jako Vic
  - Kelvin Harrison Jr. – Luce jako Luce Edgar
  - Robert Pattinson – Lighthouse jako Ephraim Winslow/Thomas Howard
  - Matthias Schoenaerts – Mustang jako Roman Coleman

### Najlepsza drugoplanowa rola żeńska
- Zhao Shu-zhen – Kłamstewko jako Nai Nai
  - Jennifer Lopez – Ślicznotki jako Ramona Vega
  - Taylor Russell – Fale jako Emily Williams
  - Lauren 'Lolo' Spencer – Wolności! jako Tracy
  - Octavia Spencer – Luce jako Harriet Wilson

### Najlepsza drugoplanowa rola męska
- Willem Dafoe – Lighthouse jako Thomas Wake
  - Noah Jupe – Słodziak jako Otis Lort
  - Shia LaBeouf – Słodziak jako James Lort
  - Jonathan Majors – The Last Black Man in San Francisco jako Montgomery "Mont" Allen
  - Wendell Pierce – Płonąca trzcina jako Reverend Tillman

### Najlepszy debiut
(Nagroda dla reżysera)

Reżyser − Tytuł filmu
- Olivia Wilde – Szkoła melanżu
  - Michael Angelo Covino – Pod górkę
  - Kent Jones – Diane
  - Joe Talbot – The Last Black Man in San Francisco
  - Laure de Clermont-Tonnerre – Mustang
  - Stefon Bristol – Do zobaczenia wczoraj

### Najlepszy debiutancki scenariusz
- Fredrica Bailey i Stefon Bristol – Do zobaczenia wczoraj
  - Hannah Bos i Paul Thureen – Driveways
  - Bridget Savage Cole i Danielle Krudy – Blow the Man Down
  - Jocelyn Deboer i Dawn Luebbe – Tam, gdzie trawa jest bardziej zielona
  - James Montague i Craig W. Sanger – The Vast of the Night

### Najlepsze zdjęcia
- Jarin Blaschke – Lighthouse
  - Todd Banhazl – Ślicznotki
  - Natasha Braier – Słodziak (Honey Boy)
  - Chananun Chotrungroj – Trzecia żona
  - Paweł Pogorzelski – Midsommar. W biały dzień

### Najlepszy montaż
- Ronald Bronstein i Benny Safdie – Nieoszlifowane diamenty
  - Julie Béziau  – Trzecia żona
  - Tyler L. Cook – Miecz zaufania
  - Louise Ford – Lighthouse
  - Kirill Mikhanovsky – Wolności!

### Najlepszy dokument
- Amerykańska fabryka
  - Apollo 11
  - For Sama
  - Kraina miodu
  - Wyspa głodnych duchów

### Nagroda Johna Cassavetesa
(przyznawana filmowi zrealizowanemu za mniej niż pięćset tysięcy dolarów)
Tytuł filmu
- Wolności!
  - Płonąca trzcina
  - Colewell
  - Premature
  - Szalone noce z Emily

### Nagroda Roberta Altmana
(dla reżysera, reżysera castingu i zespołu aktorskiego)
- Historia małżeńska

Reżyser: Noah Baumbach
Reżyser castingu: Francine Maisler i Douglas Aibel
Obsada: Adam Driver, Scarlett Johansson, Laura Dern, Alan Alda, Ray Liotta, Julie Hagerty i Merritt Wever

### Nagroda producentów „Piaget”
(23. rozdanie nagrody producentów dla wschodzących producentów, którzy, pomimo bardzo ograniczonych zasobów, wykazali kreatywność, wytrwałość i wizję niezbędną do produkcji niezależnych filmów wysokiej jakości.
Nagroda wynosi 25 000 dolarów ufundowanych przez sponsora Piaget)
- Mollye Asher
  - Krista Parris
  - Ryan Zacarias

### Nagroda „Ktoś do pilnowania”
(26. rozdanie nagrody „Ktoś do pilnowania”; nagroda przyznana zostaje utalentowanemu reżyserowi z wizją, który nie otrzymał jeszcze odpowiedniego uznania. Nagroda wynosi 25 000 dolarów)

(Reżyser − Film)
- Rashaad Ernesto Green – Premature
  - Ash Mayfair – Trzecia żona
  - Joe Talbot – The Last Black Man in San Francisco

### Nagroda „Prawdziwsze od fikcji”
(25. rozdanie nagrody „Prawdziwsze od fikcji”; nagroda przyznana została wschodzącemu reżyserowi filmu non-fiction, który jeszcze nie otrzymał uznania. Nagroda wynosi 25 000 dolarów)

(Reżyser − Film)
- Nadia Shihab – Jaddoland
  - Khalik Allah – Black Mother
  - Davy Rothbart – 17 Blocks
  - Erick Stoll i Chase Whiteside – América